# کاردیومیوپاتی متسع
کاردیومیوپاتی متسع (انگلیسی: Dilated cardiomyopathy) (DCM) وضعیتی است که در آن قلب بزرگ می‌شود و نمی‌تواند خون را به‌طور مؤثر پمپاژ کند. علائم این وضعیت می‌تواند از نبودن وجود هیچ علامتی گرفته تا احساس خستگی، تورم پا و تنگی نفس متفاوت باشد. بیمار همچنین ممکن است منجر به درد قفسه سینه یا سنکوپ (غش) شود. عوارض می‌تواند شامل نارسایی قلبی، نارسایی دریچه قلب، یا ضربان قلب نامنظم باشد.
علل آن عبارتند از ژنتیک، الکل، کوکائین، سموم خاص، عوارض بارداری، و عفونت‌های خاص. بیماری عروق کرونر و فشار خون بالا ممکن است نقش داشته باشند، اما علت اصلی نیستند. در بسیاری از موارد هم علت نامشخص است. این یک نوع کاردیومیوپاتی است؛ گروهی از بیماری‌ها که عمدتاً عضله قلب را تحت تأثیر قرار می‌دهد. تشخیص ممکن است توسط الکتروکاردیوگرام، اشعه ایکس قفسه سینه، یا اکوکاردیوگرام پشتیبانی شود.
در افراد مبتلا به نارسایی قلبی، درمان ممکن است شامل داروهایی در خانواده مهارکننده‌های ACE، مسدودکننده‌های بتا و دیورتیک‌ها باشد.رژیم کم نمک نیز ممکن است مفید باشد. در افرادی که دارای انواع خاصی از ضربان قلب نامنظم هستند، رقیق کننده‌های خون یا دفیبریلاتور کاردیوورتر قابل کاشت ممکن است توصیه شود. درمان همگام سازی مجدد قلبی (CRT) ممکن است لازم باشد. اگر اقدامات دیگر مؤثر نباشد، پیوند قلب ممکن است در برخی گزینه‌ها باشد.